# Cooliris
Cooliris, Inc. era uma corporação norte-americana sediada em San Francisco, Califórnia, que desenvolvia produtos de visualização de fotos em plataformas móveis, web e desktop. Foi um empreendimento apoiado por Kleiner Perkins Caufield & Byers, T-Venture, DAG Ventures, The Westly Group e NTT DOCOMO.

## História
A empresa era inicialmente mais conhecida por sua interface de usuário exclusiva, a Cooliris 3D Wall, que fornecia uma experiência de visualização de mídia imersiva semelhante a 3D.
Em janeiro de 2010, o Google, Inc. contratou a Cooliris para desenvolver o Android Gallery, um aplicativo de fotos nativo instalado em mais de 40 milhões de smartphones que executavam o sistema operacional Android. O principal produto da empresa foi o aplicativo móvel de visualização e compartilhamento de fotos Cooliris para iPad e iPhone, lançado em julho de 2012.
A Cooliris foi adquirida pelo Yahoo! em 21 de novembro de 2014.